# Chrzest krwi
Chrzest krwi – według doktryny Kościoła katolickiego wiara, że chrześcijanin jest w stanie osiągnąć przez męczeństwo łaskę usprawiedliwienia normalnie osiąganą przez chrzest wodą, bez konieczności przyjmowania chrztu wodą.